# Уинкс Клуб: Тайната на изгубеното кралство
„Уинкс Клуб: Тайната на изгубеното кралство“ (на италиански: Winx Club - Il segreto del regno perduto) е италианска компютърна анимация от 2007 г. на режисьора Иджинио Страфи, базиран е на сериала „Уинкс Клуб“, който се развива след събитията първите три сезона. Премиерата на филма е на 30 ноември 2007 г. в Италия. Филмът е анимиран от Rainbow S.p.A.
През 2010 г. излиза продължение – „Уинкс: Вълшебно приключение“, чиято премиера е 29 октомври в Италия.

## В България
В България филмът е издаден на DVD от „Айпи Трейдинг“ през 2008 г. с български дублаж, записан в „Андарта Студио“. Ролите се озвучават от Адриана Андреева, Мина Костова, Живко Джуранов и Лъчезар Стефанов.